# 중부운수
중부운수(中部運輸)는 서울특별시 양천구 지양로 106 (신월동)에 있는 서울특별시의 시내버스 업체이다. 2004년 7월 1일 서울특별시 버스 개편 당시 다모아자동차에 지분을 출자하였으나, 지분을 이경동(전 중부운수 이사)에게 매각하였다.

## 연혁
- 1974년 10월 8일: 시영버스 분할과 함께 설립
- 2000년 4월 27일: 경영난으로 폐업한 신촌운수 인수·합병
- 2000년 12월 4일: 양천구 마을버스 3, 7번을 지역순환버스 453, 457번으로 승격
- 2004년 7월 1일: 서울특별시 버스 개편과 함께 간선버스 3개, 지선버스 5개 노선 운행 개시와 동시에 다모아자동차에 지분 출자

## 운행 노선
2023년 5월 13일 기준이다.
| 운행노선 | 운행구간 | 운행구간 | 운행구간     | 배차간격 (분) | 인가 대수 | 비고                                 |
| -------- | -------- | -------- | ------------ | ------------- | --------- | ------------------------------------ |
| 603번    | 신월동   | ↔        | 시청         | 8~12          | 22        | 2004년 7월 1일 신설. 구 129-1번 변경 |
| 640번    | 신월동   | ↔        | 강남역       | 8~13          | 20        | 구 64-1번과 구 212번 통합 밎 단축    |
| 641번    | 문래동   | ↔        | 양재동       | 3~8           | 36        | 구 92-2번                            |
| 6211번   | 신월동   | ↔        | 상왕십리     | 8~13          | 24        | 구 211번 변경                        |
| 6624번   | 신월동   | ↔        | 이대목동병원 | 6~10          | 19        | 구 강서 마을버스, 7번. 457번         |
| 6625번   | 문래동   | ↔        | 화곡역       | 9~16          | 13        | 구양천마을버스5번 488                |
| 6715번   | 신월동   | ↔        | 상암동       | 5~12          | 20        | 2004년 7월 1일 신설                  |

## 과거 운행 노선

### 개편전 노선
- 64번 (좌석버스): 신월7동 ↔ 서부트럭터미널 ↔ 양천구청 ↔ 오목교역 ↔ 양남사거리 ↔ 영등포시장 ↔ 대방역 ↔ 노량진역 ↔ 노들역 ↔ 흑석역 ↔ 동작역 (국립현충원) ↔ 구반포역 ↔ 신반포역 ↔ 고속터미널역 ↔ 강남구청역 ↔ 삼성역 ↔ 종합운동장 ↔ 잠실역 ↔ 잠실나루역 ↔ 천호역 ↔ 길동 ↔ 둔촌동역 <1기 노선은 212번처럼 오목로 구간이 동일하였으며, 1999년 때 부천시까지 연장계획이 있었으나 무산되었고 2002년 5월 때 폐선되었다. 이후 노선 변경되면서 다시 신설되었는데 여기서는 2기 노선으로 2003년 2월에 64-1번과 통폐합되었다.>
- 64-1번 (좌석버스): 신월7동 ↔ 신정네거리역 ↔ 양천구청 ↔ 오목교역 ↔ 양남사거리 ↔ 영등포시장 ↔ 대방역 ↔ 노량진역 ↔ 노들역 ↔ 흑석역 ↔ 동작역 (국립현충원) ↔ 구반포역 ↔ 신반포역 ↔ 고속터미널역 ↔ 강남구청역 ↔ 삼성역 ↔ 종합운동장 ↔ 잠실역 ↔ 잠실나루역 ↔ 천호역 ↔ 길동 ↔ 둔촌동역 <오랜 기간 동안 좌석버스로 운행하다가 2004년 2월 27일에 도시형버스로 형간전환되었고, 같은 해 7월 버스 개편 때 212번, 212-1번과 통폐합되어 640번이 되었다.>
- 92-2번: 문래역 ↔ 영등포시장 ↔ 신길역 ↔ 대방역 ↔ 동작구청 ↔ 장승배기역 ↔ 상도역 ↔ 숭실대입구역 ↔ 서울대입구역 ↔ 낙성대역 ↔ 사당역 ↔ 방배역 ↔ 남부터미널역 ↔ 뱅뱅사거리 ↔ 양재역 <현 641번, 구 신촌운수 노선>
- 139번: 문래동 ↔ 영등포역 ↔ 양남사거리 ↔ 강서세무서 ↔ 양화대교 ↔ 합정역 ↔ 홍대입구역 ↔ 동교동삼거리 ↔ 지하 신촌역 ↔ 이대역 ↔ 아현역 ↔ 충정로역 ↔ 서울역 ↔ 남대문시장 ↔ 퇴계로 ↔ 동대문역사문화공원역 ↔ 동대문역 ↔ 신설동역 ↔ 제기동역 ↔ 전농동 ↔ 촬영소고개 ↔ 장안동 ↔ 면목역 <2004년 7월 버스개편 때 폐선되었고, 현재 영등포구 구간은 현대교통 7612번이 대체해주고, 동대문구, 중랑구 구간은 북부운수, 메트로버스 262번이 일부 구간 대체해준다. 구 신촌운수 노선>
- 211번: 신월7동 ↔ 신정역 ↔ 목동역 ↔ 오목교역 ↔ 양남사거리 ↔ 영등포시장 ↔ 신길역 ↔ 대방역 ↔ 노량진역 ↔ 노들역 ↔ 한강대교 ↔ 동부이촌동 ↔ 서빙고역 ↔ 한남동 ↔ 버티고개역 ↔ 약수역 ↔ 청구역 ↔ 신당역 ↔ 상왕십리역 <현 6211번>
- 212번: 신월7동 ↔ 신정역 ↔ 목동역 ↔ 오목교역 ↔ 양남사거리 ↔ 영등포시장 ↔ 신길역 ↔ 대방역 ↔ 노량진역 ↔ 노들역 ↔ 흑석역 ↔ 동작역 (국립현충원) ↔ 구반포역 ↔ 신반포역 ↔ 고속터미널역 ↔ 반포역 ↔ 논현역 ↔ 학동역 ↔ 강남구청역 ↔ 봉은사 ↔ 종합운동장 ↔ 잠실역 ↔ 잠실나루역 ↔ 강동구청역 ↔ 둔촌동역 <현 640번으로 삼성역까지 운행하다가 2013년 9월 26일에 신논현역으로 단축되어 운행하고 있다. 강동 구간은 현재 진화운수 3319번이 일부 구간 대체해준다.>
- 212-1번: 신월7동 ↔ 신정역 ↔ 목동역 ↔ 오목교역 ↔ 양남사거리 ↔ 영등포시장 ↔ 신길역 ↔ 대방역 ↔ 노량진역 ↔ 노들역 ↔ 흑석역 ↔ 동작역 (국립현충원) ↔ 구반포역 ↔ 신반포역 ↔ 고속터미널역 ↔ 법조단지 ↔ 교대역 ↔ 서초역 ↔ 강남성모병원 <2004년 7월 버스 개편 때 64-1번, 212번과 통폐합되어 640번이 되었다.>
- 453번: 문래역 ↔ 관악고등학교 ↔ 오목교역 ↔ 목동 9 ~ 14단지 ↔ 양천구청역 ↔ 목동역 ↔ 목동사거리 ↔ 강서고등학교 ↔ 동신아파트 ↔ 강서구 보건소 <개편 후 6618번으로 문래동에 가지 않고 양천구청역에서 출발하였으나, 2005년 8월에 폐선되었다.>
- 457번: 국립과학수사연구소 (고강동) ↔ 신월7동 ↔ 신정네거리역 ↔ 목동 8 ~ 13단지 ↔ 양천구청역 ↔ 오목교역 ↔ 목동 1 ~ 5단지 ↔ 이화여자대학교 목동병원 <현 6624번>

### 지선버스
- ● 6618번: 양천구청역 ↔ 목동역 ↔ 강서고등학교 ↔ 강서구 보건소 <구 453번 단축> (도원교통, 오케이버스에서 운영했던 6618번과는 무관.)

### 맞춤버스
- ● 8620번: 여의도한강시민공원 ↔ 국회의사당 ↔ 용산전자상가 ↔ 용산역 ↔ 이태원역 ↔ 국립극장 ↔ 동대입구역 ↔ 동대문역사문화공원역 ↔ 장충체육관 (주말맞춤버스로 2011년 4월에 운행 개시하였으나 2011년 11월에 운행 중단. 이 노선은 다모아자동차, 공항버스와 공동배차한다.)
- ● 봄꽃축제맞춤버스: 당산역 ↔ 영등포구청역 ↔ 영등포역 ↔ 여의도역 ↔ 여의나루역 ↔ 여의도순복음교회 ↔ 국회의사당 ↔ 당산역 (이 노선은 매년 4월 여의도 봄꽃축제기간 때 주말맞춤버스로 운행한다.)

맞춤버스
- ● 8663번: 가양역 → 여의도역 (2015년 4월 1일 ~ 2016년 10월 28일)

## 특이 사항
- 6624번 (구 457번)이 한때 이화여자대학교 목동병원 내부로 들어갔던 노선이다. 당시 화곡역 ~ 이화여자대학교 목동병원을 오가던 김포교통 22-1번 (현재 폐선)과 신길운수 488번 (현 6625번), 당산역을 잇는 양천 마을버스 01번도 마찬가지다. 그러나 개편 후 이화여자대학교 병원 진입노선은 457번 (현 6624번)과 양천 01번만 남게되는데 이화여자대학교 병원에서는 2005년부터 이 두 노선의 진입을 불허하여 결국 이 두 노선은 이화여자대학교 병원 외부에서 회차하고 있다.

## 보유 차량
- 자일대우 NEW BS090
- 현대 그린시티
- 뉴 슈퍼 에어로시티
- 저상 뉴 슈퍼 에어로시티
- 일렉시티
- 우진산전 아폴로 1100
- 하이거 하이퍼스

## 본사 및 영업소
- 신월동 본사 (603번, 640번, 6211번, 6624번, 6715번)
- 문래동 영업소 (641번, 6625번)

## 갤러리

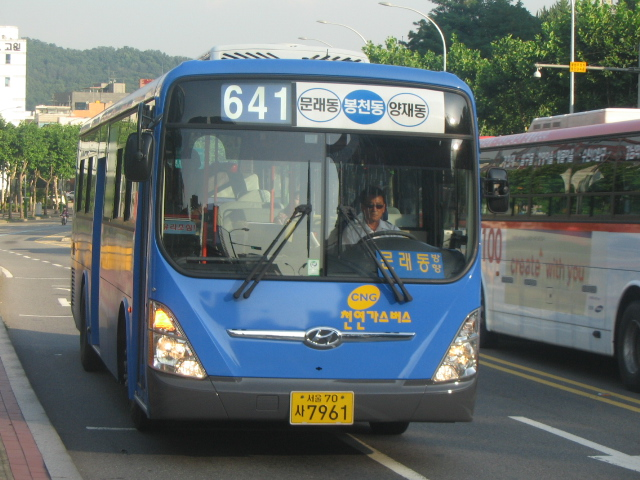
서울시내버스 641번
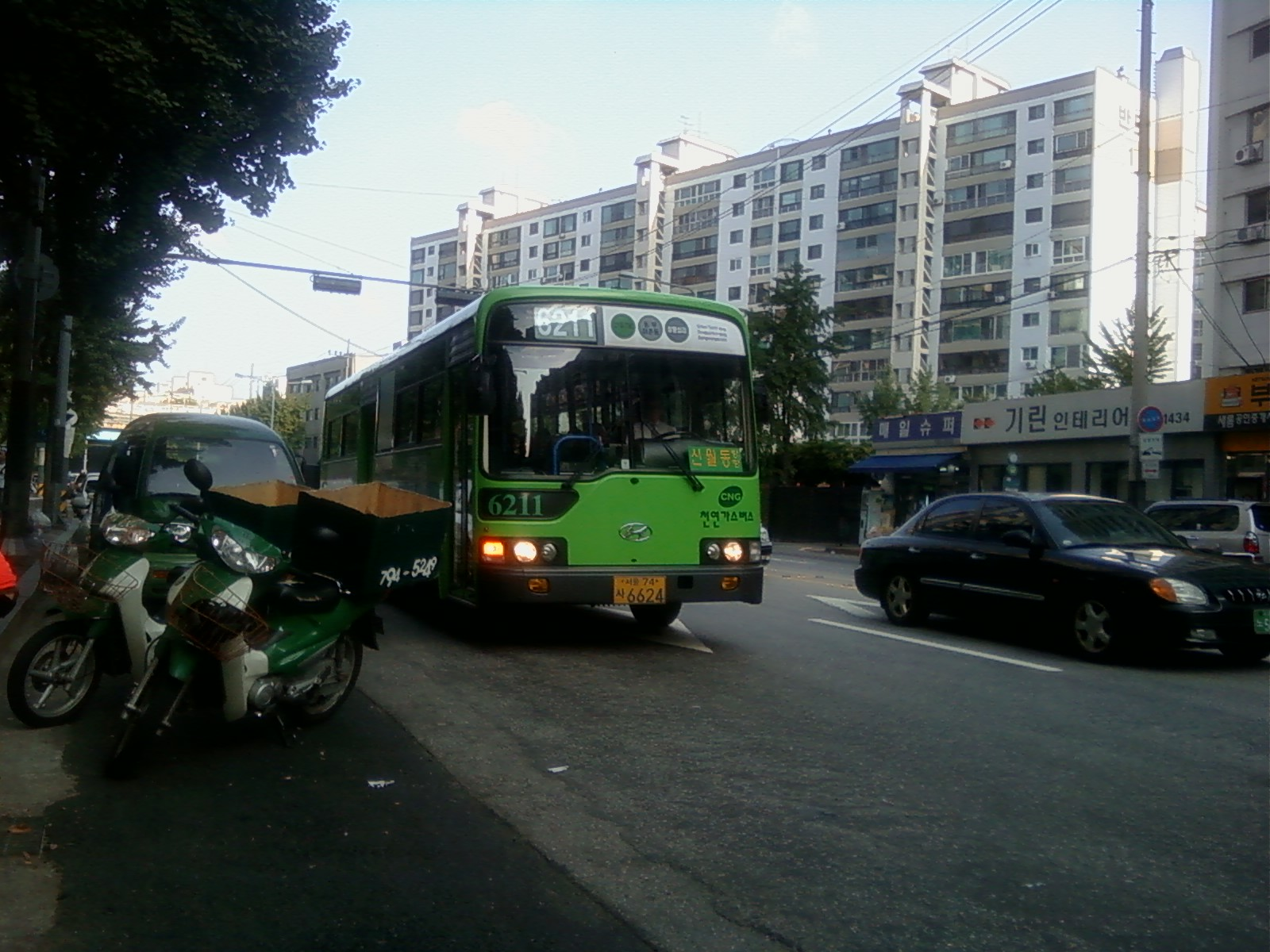
서울시내버스 6211번
서울시내버스 6624번

## 같이 보기
- 다모아자동차
- 공항버스
- 김포교통
- 도원교통
- 범일운수
- 신길교통
- 양천운수
- 한남여객운수